# 7989 Пернадавіде
7989 Пернадавіде (7989 Pernadavide, 1981 EW41, 1993 RP12) — астероїд головного поясу, відкритий 2 березня 1981 року.
Тіссеранів параметр щодо Юпітера — 3,508.